# Giulio Romano
Giulio Romano, właśc. Giulio Lippi (ur. 1499 w Rzymie, zm. 1 listopada 1546 w Mantui) – włoski malarz i architekt, jeden z twórców manieryzmu.
Należał do ważniejszych twórców manieryzmu włoskiego. Współpracował z Rafaelem. Pracował z nim nad zleconymi przez papieża Leona X freskami w Stanzach Watykańskich, uczestniczył w malowaniu Wypędzenia Heliodora ze świątyni, Bitwy pod Ostią, Chrztu Konstantyna (wspólnie z Gianfrancesco Pennim). Romano pracował również dla Agostina Chigiego.
Uchodził wraz z Gianfrancesco Pennim za ulubionego ucznia Rafaela. Jest wymieniany jako jedna z osób, która mogła pozować do obrazu Autoportret z przyjacielem. Po śmierci Rafaela ukończył fresk Bitwę na moście Milvio. Romano był spadkobiercą niektórych obrazów Rafaela. Odziedziczył po nim m.in. Portret młodej kobiety.
Po śmierci Rafaela w 1524 roku przeniósł się do Mantui. Tam w 1525 roku został przedstawiony Baldasaremu Castiglionemu, który mianował go naczelnym architektem Mantui. Zasłynął z projektu rezydencji Gonzagów Palazzo del Tè (budowanego w latach 1525–1535). W Mantui zaprojektował również budynek targu rybnego oraz rozpoczął przebudowę katedry. W Mantui malował również freski (m.in. freski w sali Amora i Psyche w Palazzo del Tè, Upadek gigantów), w których odszedł od renesansowego umiaru i racjonalności.

## Wybrane dzieła
- Portret Joanny Aragońskiej (1518)[11]
- Portret młodzieńca (ok. 1520)[11]

Giulio Romano jest również wymieniano jako jeden z możliwych autorów Portretu młodzieńca, tradycyjnie przypisywanego Rafaelowi. Historyk sztuki Józef Grabski wysunął hipotezę, że obraz miał stanowić portret Rafaela namalowany po jego śmierci, na zlecenie rodziny Gonzaga.